# Nercely Soto
Nercely Desirée Soto Soto (* 23. August 1990 in Maracaibo) ist eine venezolanische Sprinterin.

## Sportliche Laufbahn
Erstmals bei einer internationalen Meisterschaft, trat Nercely Soto an den Südamerikajuniorenmeisterschaften 2009 in São Paulo teil. Dort schied sie über 100 Meter in der Vorrunde aus, belegte über 200 Meter den sechsten Platz sowie Platz fünf mit der venezolanischen Staffel. Bei den Juegos Bolivarianos in Sucre gewann sie mit der Staffel die Silbermedaille. 2012 schied sie bei den Ibero-amerikanischen Meisterschaften in Barquisimeto über 100 Meter erneut im Vorlauf aus und wurde in den beiden Staffeln und im 200-Meter-Lauf Vierte. Bei den U23-Südamerikameisterschaften gewann sie Gold über 200 Meter und Silbermedaille über 400 Meter. Mit der 4-mal-100-Meter-Staffel wurde sie Vierte und mit der 400-Meter-Staffel im Finale disqualifiziert. Bei den Olympischen Spielen in London schied sie über 200 Meter bereits in der ersten Runde aus. 2013 gewann sie bei den Südamerikameisterschaften im kolumbianischen Cartagena die Silbermedaille über 200 und 400 Meter sowie Bronze mit der 4-mal-100-Meter-Staffel und mit der 400-Meter-Staffel belegte sie Platz vier. Auch bei den Juegos Bolivarianos in Trujillo war sie sehr erfolgreich: Sie gewann Gold über 200 und 400 Meter sowie Silber mit der Kurzsprintstaffel. 
2014 gewann sie bei den Südamerikaspielen in Santiago de Chile die Goldmedaille über 200 Meter und mit der Staffel sowie die Silbermedaille über 400 Meter. In diesem Jahr nahm sie mit der venezolanischen 4-mal-100-Meter-Staffel an den IAAF World Relays 2014 auf den Bahamas teil und schied dort in den Vorläufen aus. Bei den Zentralamerika- und Karibikspielen in Xalapa gewann sie Gold mit der Staffel und über 200 Meter und belegte über 400 Meter und mit der Staffel den vierten Platz. 2015 wurde sie bei den Südamerikameisterschaften in Lima Kontinentalmeisterin über 200 Meter und mit der Staffel und belegte im 400-Meter-Lauf und mit der Langsprintstaffel den zweiten Platz. Zudem qualifizierte sie sich für die Weltmeisterschaften in Peking, bei denen sie über 200 Meter in der ersten Runde ausschied. Bei den Panamerikanischen Spielen in Toronto gelangte sie über 200 und 400 Meter und mit der 4-mal-400-Meter-Staffel bis ins Halbfinale. 2016 gewann sie bei den Ibero-amerikanischen Meisterschaften in Rio de Janeiro Gold über 200 Meter und Bronze mit der 4-mal-100-Meter-Staffel. Bei den Olympischen Spielen ebendort gelangte sie über 200 Meter bis ins Halbfinale. 
2017 nahm sie an den Südamerikameisterschaften in Luque teil und belegte dort über 200 Meter den vierten Platz. Über 400 Meter gelangte sie ins Finale, konnte dort wegen einer Verletzung ihr Rennen nicht beenden und deshalb beendete sie auch mit der Staffel nicht den Lauf. Im November gewann sie bei den Juegos Bolivarianos in Santa Marta die Goldmedaillen über 200 und 400 Meter und der 4-mal-100-Meter-Staffel sowie die Bronzemedaille mit der 4-mal-400-Meter-Staffel.

## Persönliche Bestzeiten
- 100 m: 11,49 s (+0,7 m/s), 8. April 2016 in Santiago de Chile
- 200 m: 22,53 s (+0,1 m/s), 12. Mai 2012 in Caracas (Venezolanischer Rekord)
- 400 m: 51,94 s (A), 26. November 2013 in Trujillo (Venezolanischer Rekord)